# Schöntal (Aschaffenburg)

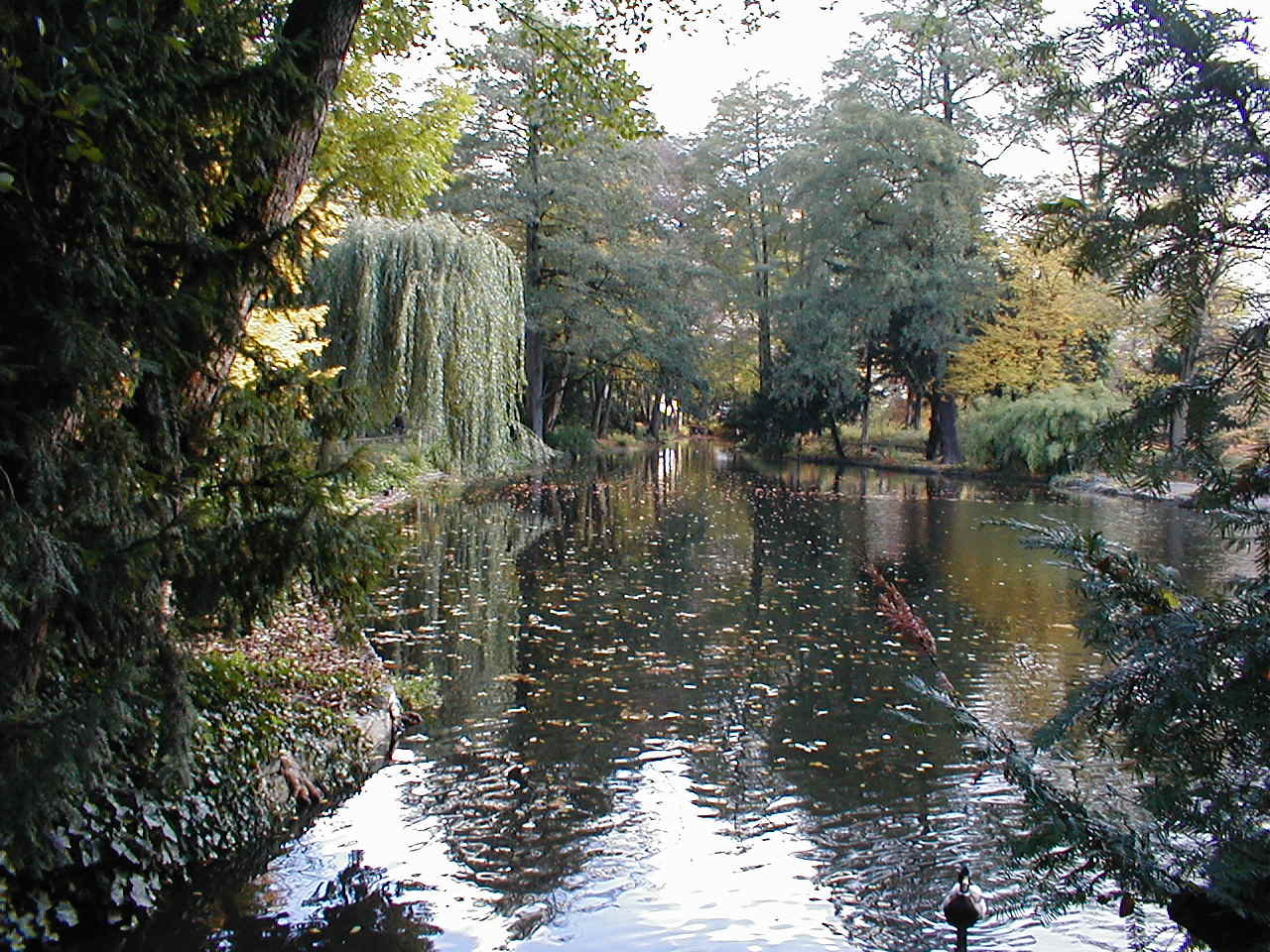
Teich im Park Schöntal

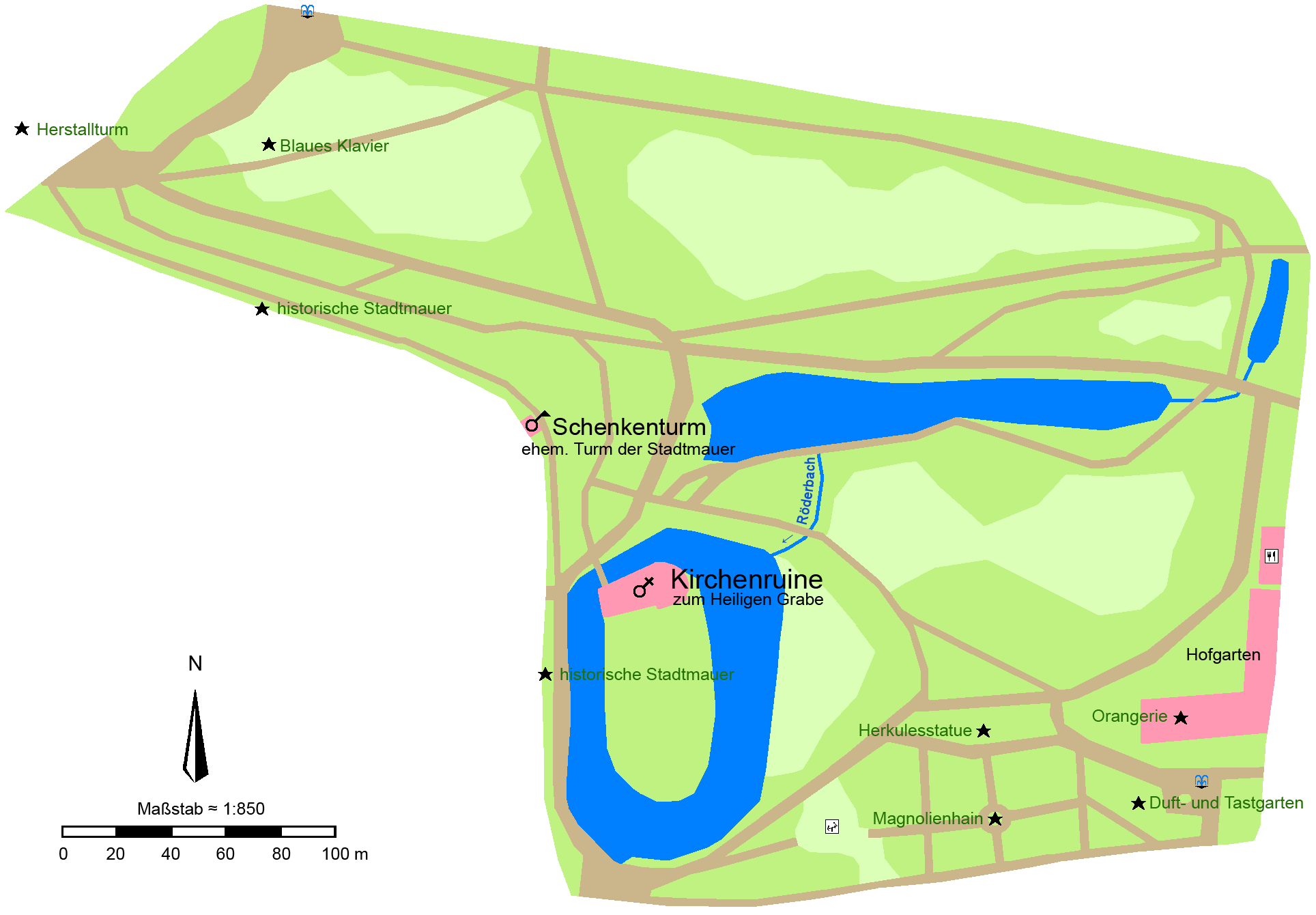
Karte des Geschlossenen Schöntals

Der Park Schöntal ist ein Landschaftsgarten mitten in der Stadt Aschaffenburg.

## Geschichte
In Aschaffenburg unterscheidet man das Offene Schöntal, nämlich den ehemaligen Stadtgraben vom Herstallturm bis zum Schlossgarten und das Geschlossene Schöntal, also das Gebiet zwischen der Stadtmauer, der Würzburger- und Hofgartenstraße, zwischen der Platanenallee und der Goldbacher Straße.
Der Name Schöntal ist offenbar abgeleitet von dem bereits 1776 landschaftsgärtnerisch angelegten Stadtgraben, dem heutigen Offenen Schöntal. Mit dem Park und Landschaftsgarten Schöntal ist jedoch das Geschlossene Schöntal gemeint, das auch einen Teil des unverfüllten, gärtnerisch angelegten ehemaligen Stadtgrabens östlich des Herstallturmes umfasst.
Das offene Schöntal wurde erstmals 1776 unter dem Mainzer Kurfürsten und Erzbischof Friedrich Carl Joseph von Erthal nach Plänen von Joseph Emanuel von Herigoyen zu einer Grünanlage umgestaltet, 1895 endgültig bis auf das Niveau der Weißenburger- und Friedrichstraße aufgefüllt und um 1897 mit dem Ludwigsbrunnen neu angelegt.
Das geschlossene Schöntal wurde ursprünglich zwischen 1440 und 1450 vom Mainzer Kurfürsten Dietrich Schenk von Erbach vor dem Stadtgraben als Tiergarten zur Versorgung der Schlossküche mit Wildbret angelegt und mit einer Mauer umgeben. Je ein Turm stand in Höhe des heutigen Kreisels an der Grünewaldstraße und an der Einmündung der Kittelstraße, dem sogenannten Schwarzen Tor. Im Süden wurde der Tierpark entlang der heutigen Würzburger Straße zusätzlich von einem Graben begrenzt, der vom Röderbach her gespeist wurde und an der Sandkirche Wermbach oder auch Wehrbach genannt wurde.
Um 1530 wurde dem Tiergarten durch den Mainzer Kurfürsten und Erzbischof Albrecht von Brandenburg entlang der heutigen Platanenallee ein Hofküchengarten angefügt. Dafür wurde die alte Tiergartenmauer abgerissen und um den Hofgarten eine neue Mauer mit Rundtürmen an beiden Ecken errichtet.
Nach 1787 wurde der Tiergarten unter Friedrich Karl Joseph von Erthal von dem Gartenkünstler Friedrich Ludwig Sckell (1750–1823) auch außerhalb des Stadtgrabens in einen englischen Landschaftsgarten umgestaltet. Dabei wurde die Ruine der Kirche zum Heiligen Grabe der ehemaligen Beginenniederlassung als Staffage in die Gestaltung einbezogen und um sie herum ein Teich angelegt, der vom Röderbach gespeist wird. Nach der Verlegung des Jagdzeughauses in die Fasanerie wurde an gleicher Stelle zwischen 1887 und 1900 nach Plänen von Emanuel Joseph d’Herigoyen ein Orangeriegebäude mit einer klassizistischen Fassade zur Hofgartenstraße hin errichtet.
Der nördliche Teil des Geschlossenen Schöntals wurde noch bis in die 1950er Jahre vom bayerischen Staat als Hof- und Gemüsegarten genutzt. Danach ging er in das Eigentum der Stadt Aschaffenburg über, die die Schöntalmauer beseitigte, die Platanenallee neu anlegte, die Fläche des Gemüsegartens ebenfalls im englischen Stil als Landschaftsgarten gestaltete und 1973/74 den breiten Fußweg zur City-Galerie ausbaute.
Im November 2024 stufte die Polizei den Park Schöntal in Teilen als gefährlichen Ort ein. Grund waren Betäubungsmitteldelikte sowie Raub und Körperverletzung innerhalb des Drogenmilieus.
Am 22. Januar 2025 stach im Park ein 28-jähriger Afghane mit einem Messer auf eine Kita-Gruppe ein. Zwei Menschen starben und drei erlitten schwere Verletzungen.

## Einrichtungen

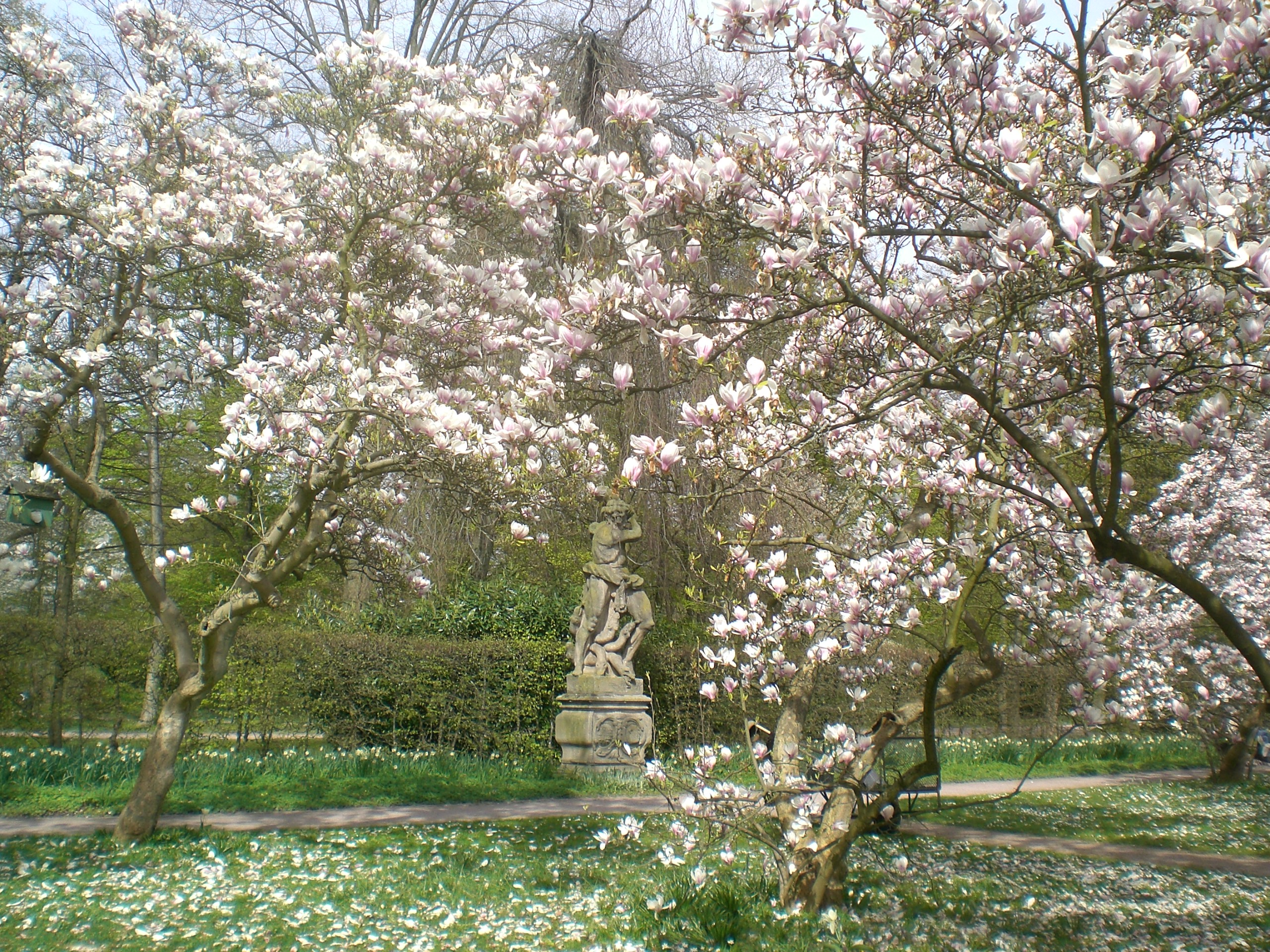
Herkules im Magnolienhain

Attraktion im Frühjahr zur Blütezeit ist der Magnolienhain. Bei schönem Sommerwetter beginnt an Sonntagvormittagen, 10 Uhr, nahe der Ruine das Schöntalkonzert. Am östlichen Rand befindet sich die vorgenannte ehemalige Orangerie, ein Walmdachbau mit korbbogigen Fenstertüren und rechtwinklig anschließendem Wirtschaftstrakt. Das eingeschossige Gebäude beherbergt nach Nutzungen u. a. als Kino heute zwei Gaststätten mit Biergärten sowie das Kabarett im Hofgarten. Ferner existieren im Schöntal ein 1200 m² großer Kinderspielplatz mit Wassermatschanlage und Klettermöglichkeiten, diverse Plastiken (Herkules, Diana), und es sind Teile der alten Stadtmauer mit dem Schenkenturm zu sehen.

### Schenkenturm

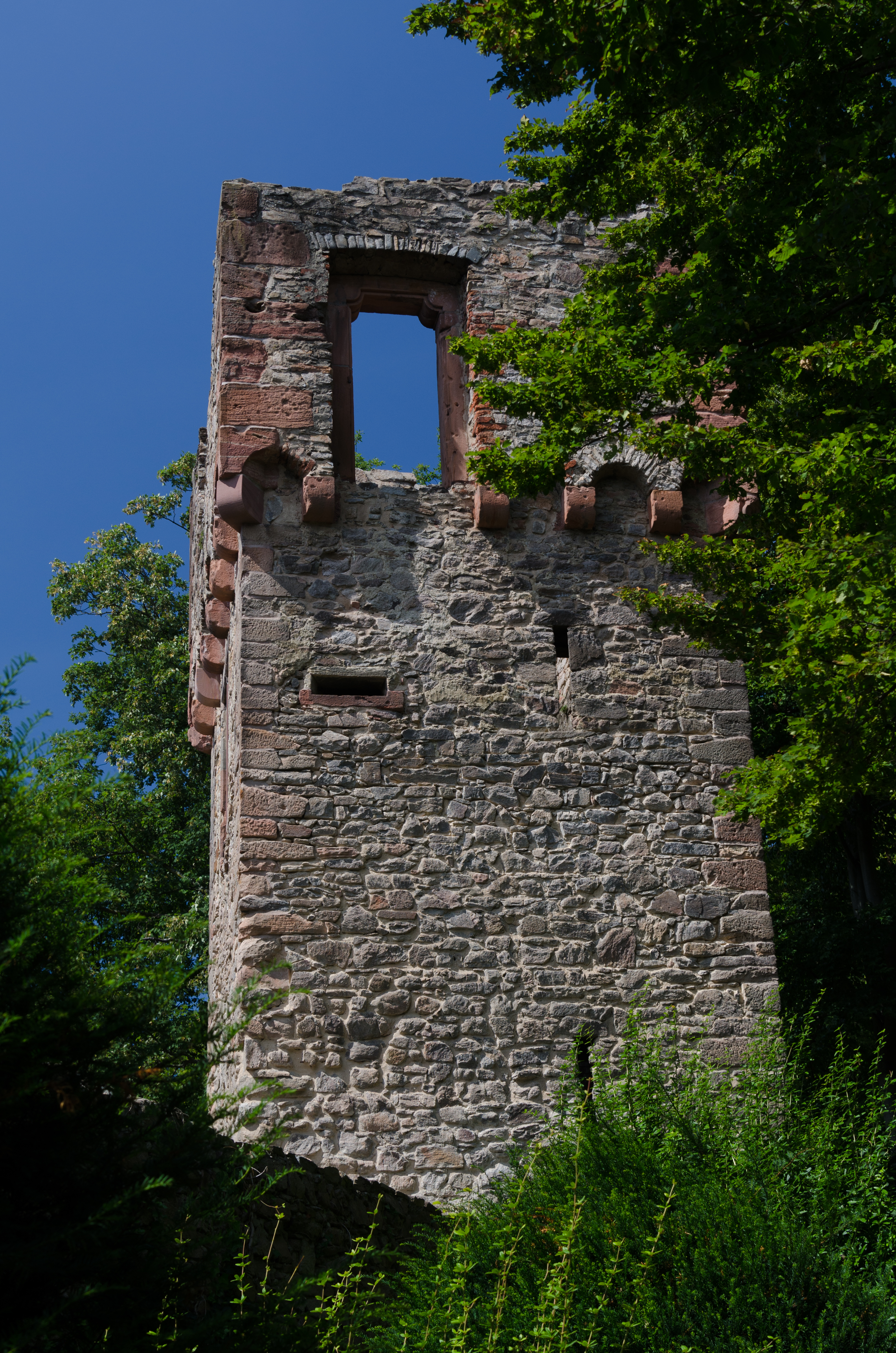
Der Schenkenturm vom Schöntal gesehen

Der Schenkenturm, auch als Hexenturm oder Wartturm überliefert, entstand im 15. Jahrhundert zeitgleich mit der Stadtmauer. Dietrich Schenk von Erbach, dessen Familienwappen in der Mauer zu finden ist, ließ sie im Zuge der Stadterweiterung errichten. Historisch gesehen ist der Turm wohl namenlos gewesen, da es in Aschaffenburg mehr als 15 Stadttürme gab, von denen die meisten keinen Namen trugen. Die Stadtverwaltung hat in der Beschlussvorlage für den Planungs- und Verkehrssenat den Namen „Schenkenturm“ gewählt, angelehnt an den Bauherrn und dessen Wappen. Im Volksmund war der Turm noch unter den Namen „Gespensterturm“ oder „Brauereiturm“ bekannt. Der Schenkenturm hat eine quadratische Grundfläche und ist drei Geschosse hoch. Die mit größeren Fenstern versehenen Obergeschosse dienten als Wohnung für den Türmer.

### Kirchenruine

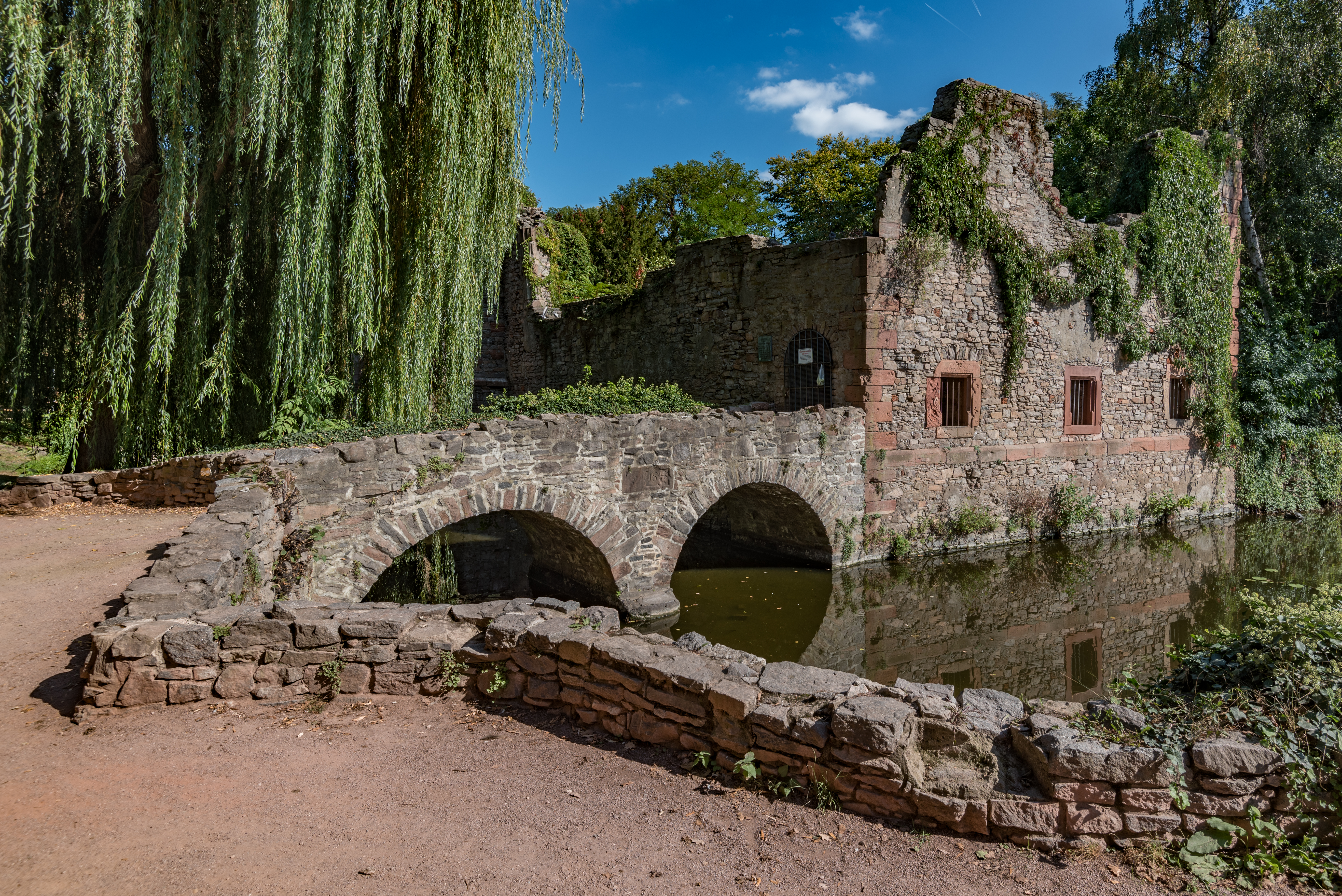
Kirchenruine zum Heiligen Grabe im Park Schöntal

Die Kirchenruine zum Heiligen Grabe, auch als Schöntalruine bekannt, ist die Ruine der 1543 bis 1545 erbauten und 1552 niedergebrannten Kirche eines Beginenhofes. Dieser wurde vom Erzbischof Albrecht von Brandenburg in dessen letzten Lebensjahren im „Tiergarten zu Aschaffenburg“ errichtet. Zur Vorsteherin des Beginenkonvents machte er 1540 seine Lebensgefährtin Agnes Pless. Bereits im Schmalkaldischen Krieg 1546 und wenige Jahre später im Zweiten Markgrafenkrieg 1552 sowie durch Schanzarbeiten 1641 und zuletzt im Zweiten Weltkrieg wurde das Gebäude weitestgehend zerstört. Mit der Auflösung des Beginenkonvents wurde die Aschaffenburger Grabeskirche bald dem Verfall preisgegeben und später nur noch als Haus für Seuchenkranke genutzt. Obwohl das Kirchengebäude nur kurze Zeit stand, hat sich die Anwesenheit der Beginen in der Aschaffenburger Lokalgeschichte hauptsächlich im Tiergarten überliefert. Die Ruine wurde später in die Parkgestaltung mit einbezogen.

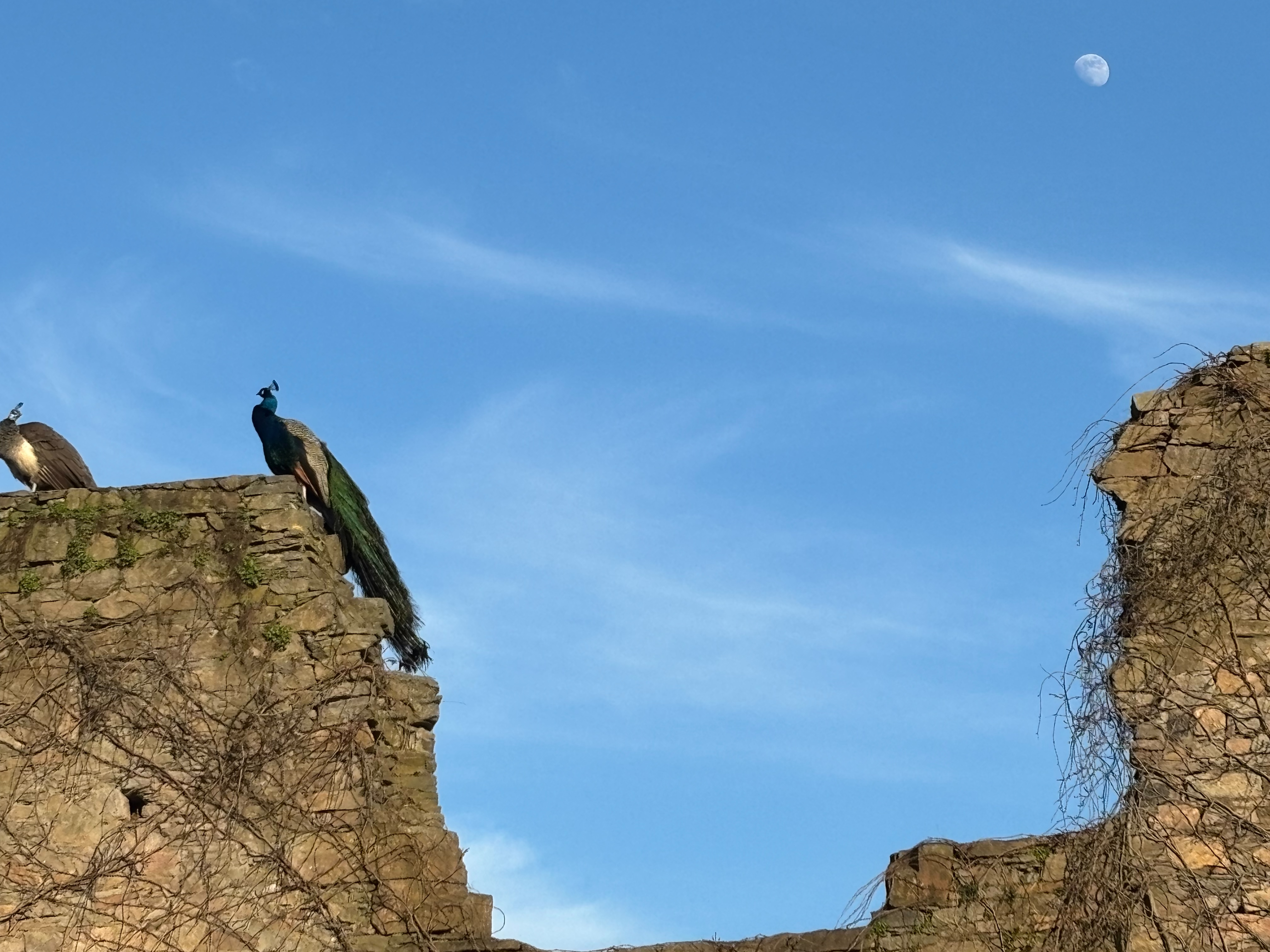
Ein Pfauenpaar auf der Ruine.

### Pfauen
Gerne gesehen sind auch die Blauen Pfauen, die sich auf Grund ihrer Standorttreue häufig rund um die Kirchenruine aufhalten.

## Frühere Ausmaße
Auf Karten des 19. Jahrhunderts ist zu erkennen, dass auch Teile der früheren Stadtgräben zum Schöntal gehörten. Sie zogen vom Mainufer durch das Tälchen im Schlossgarten und als sogenanntes offenes Schöntal entlang der ehemaligen Stadtmauer bis zum sogenannten geschlossenen Schöntal, dem heutigen Landschaftsgarten. Nach dem Bau der Friedrich- und der Weißenburger Straße um 1870 wurde das offene Schöntal 1895 verfüllt und mit der Errichtung des Ludwigsbrunnens (1897) und des Kriegerdenkmals des Studentencorps (1876) zu ebener Erde neu angelegt.